# Palača kulture in znanosti, Varšava
Palača kulture in znanosti (poljsko Pałac Kultury i Nauki;  je pomembna stolpnica v središču Varšave na Poljskem. S skupno višino 237 metrov je druga najvišja stavba v Varšavi in na Poljskem (za stolpom Varso), osma najvišja stavba v Evropski uniji in ena najvišjih na evropski celini. Ob dokončanju leta 1955 je bila palača osma najvišja stavba na svetu in je to mesto ohranila do leta 1961; na kratko je bila tudi najvišji stolp z uro na svetu, od leta 2000 do namestitve urnega mehanizma na stavbo NTT Docomo Yoyogi v Tokiu na Japonskem leta 2002.
Palačo kulture in znanosti je v slogu Sedem sester zasnoval sovjetsko-ruski arhitekt Lev Rudnev, ki jo je navdihnila poljska zgodovinska arhitektura in ameriške stolpnice v slogu art déco.
V palači so različne javne in kulturne ustanove, vključno z gledališči, muzeji, univerzami, kinom, koncertno dvorano, javnim bazenom in uradi Poljske akademije znanosti. Stavba je okrašena s skulpturami, ki predstavljajo področja kulture in znanosti. Glavni vhod krasita skulptura astronoma Nikolaja Kopernika, ki jo je izdelala Ludwika Nitschowa, in skulptura pesnika Adama Mickiewicza, ki jo je izdelal Stanisław Horno-Popławski. Od leta 2007 je PKiN vpisana v Register predmetov kulturne dediščine.

## Ime
Stavba je bila prvotno znana kot Stalinova palača kulture in znanosti (Pałac Kultury i Nauki imienia Józefa Stalina). Med obdobjem destalinizacije je bila posvetitev Stalinu preklicana. Stalinovo ime so odstranili s stebrišča, notranje avle in enega od kipov stavbe.
Palača ima različne vzdevke. Najbolj priljubljena sta Pekin (iz kratice PKiN) in Patyk ('palica', verjetno zaradi videza). Drugi vzdevki vključujejo pajac ('klovn', beseda, ki zveni podobno kot pałac), strzykawka ('brizga'), słoń w koronkowych gatkach ('slon v čipkastem spodnjem perilu'), ruski tort ('ruska rojstnodnevna torta'), rakieta Stalina ('Stalinova raketa'), koszmarny sen pijanego cukiernika ('pijanec' slaščičarjeva nočna mora«, ki se pripisuje pesniku Władysławu Broniewskemu) in vulgarnimi izrazi, kot je chuj Stalina (»Stalinov kurac«).

## Zgodovina

### Gradnja
Sporazum o gradnji stolpa sta 5. aprila 1952 podpisali vladi Poljske ljudske republike in Sovjetske zveze. Stolp je bil ponujen kot darilo poljskemu ljudstvu. Po dokončanju leta 1955 je bil posvečen Josifu Stalinu.
Da bi vizualno določili optimalno višino stavbe, so se sovjetski in poljski arhitekti zbrali v bližini vzhodnega pristopa k mostu Šlezija-Dąbrova. Majhno letalo je preletelo načrtovano lokacijo palače in vleklo balon. Prvi prelet je opravilo na višini 100 m, nato pa na višini 110 in 120 m. Sovjeti pod vodstvom Leva Rudneva so se odločili, da je 120 metrov dovolj za najvišjo stavbo v mestu. Vendar so Poljaki pod vodstvom glavnega varšavskega arhitekta Józefa Sigalina po vsakem preletu vzklikali Višje!. Končno je bila višina stolpa določena na 237 metrov, s 120 m visoko glavno konstrukcijo, 40 m visokim stolpom in 77 m visokim zvonikom.
Gradnja se je začela maja 1952 in trajala do julija 1955. Stolp je bil zgrajen po sovjetskih načrtih. Ocenjuje se, da je pri projektu sodelovalo med 3500 in 5000 sovjetskih gostujočih delavcev in 4000 lokalnih poljskih delavcev. Med gradnjo je v nesrečah umrlo 16 delavcev. Gradbeniki so bili nastanjeni v novem stanovanjskem kompleksu, zgrajenem na poljske stroške v varšavskem okrožju Bemowo, imenovanem Osiedle Przyjaźń ('Soseska prijateljstva'). Kompleks je imel lasten kino, gostinski kotiček, skupnostni center in bazen.
Arhitektura stavbe ima veliko podobnosti z moskovskimi Sedmimi sestrami, skupino stalinističnih nebotičnikov istega arhitekta, zlasti glavna stavba Moskovske državne univerze. Druge podobne stavbe so Hiša svobodnega tiska v Bukarešti in stavba Latvijske akademije znanosti v Rigi. Vendar pa je Lev Rudnev po potovanju po državi v projekt vključil poljske arhitekturne detajle. Na primer, parapeti so zasnovani po vzoru renesančnih hiš in palač v Krakovu in Zamośću.

### Zgodnja leta
Ob dokončanju je bila Palača kulture in znanosti osma najvišja stavba na svetu in druga najvišja stavba v Evropi (za stavbo Moskovske državne univerze). Palača je ta položaja ohranila do leta 1961 oziroma 1990.
Kmalu po odprtju so si palačo ogledali številni gostujoči dostojanstveniki, stavba pa je gostila 5. svetovni festival mladih in študentov, ki je potekal od julija do avgusta 1955. Leta 1956 je več ljudi storilo samomor s skokom z razgledne ploščadi v 30. nadstropju, na višini 114 metrov. Prva žrtev je bil Francoz, sledilo pa mu je sedem Poljakov. Po teh incidentih je bila razgledna ploščad obdana z jeklenimi rešetkami.
V koncertni dvorani palače so nastopili ugledni mednarodni umetniki. Leta 1967 so The Rolling Stones postali prva večja zahodna rock skupina, ki je imela koncert za železno zaveso. Koncert Leonarda Cohena leta 1985, ki je potekal v času vojnega stanja na Poljskem, je bil obkrožen z velikimi pričakovanji, da bo umetnik podal politično izjavo o rastočem gibanju Solidarność.

### Stavba danes
Stavba trenutno služi kot razstavni center in poslovni kompleks. Palača vsebuje multipleks kino z osmimi platni (Kinoteka), štiri gledališča (Studio, Dramatyczny, Lalka in 6. piętro), dva muzeja (Muzej evolucije in Muzej tehnologije), pisarne, knjigarne, velik bazen, dvorano za 3000 ljudi, imenovano Kongresna dvorana,[23] in akreditirano univerzo Collegium Civitas v 11. in 12. nadstropju stavbe. Terasa v 30. nadstropju, na 114 metrih, je znana turistična atrakcija s panoramskim razgledom na mesto. V stavbi so varšavski mestni svet in mestne pisarne.
Palačo obdaja zbirka skulptur, ki predstavljajo osebnosti s področja kulture in znanosti. Dva sta pred glavnim vhodom: eden poljskega astronoma Nikolaja Kopernika, ki ga je izdelal Ludwika Nitschow in drugi poljskega pesnika Adama Mickiewicza, ki ga je izdelal Stanisław Horno-Popławski.
Pred praznovanjem tisočletja leta 2000 so na vrh stavbe dodali štiri 6,3-metrske ure. Ure so začele delovati 31. decembra 2000.
Kongresna dvorana je gostila finale izbora za miss sveta 2006.
Leta 2010 so posodobili osvetlitev stavbe in namestili močne LED luči, ki so palači omogočile, da je ponoči v različnih barvah. Nova osvetlitev je bila prvič uporabljena med božičem leta 2010, ko je bila palača osvetljena v zeleni in beli barvi, da bi spominjala na božično drevo. Decembra 2013 je bila med protesti Euromajdan osvetljena v modri in rumeni barvi, barvah ukrajinske državne zastave, v znak solidarnosti s protestniki. 29. januarja 2021 je bil med protesti ženske stavke na stavbo projiciran simbol gibanja – ena sama rdeča strela na črnem ozadju.

## Radijski in televizijski oddajnik
Zaradi svoje višine je bila palača vedno privlačna lokacija za telekomunikacijske antene. Prva antena je bila nameščena leta 1956 za prenos signalov državne televizije. Leta 1974 je bila nameščena mikrovalovna povezava za pošiljanje programov poljskega radia Program I na dolgovalovni varšavski radijski stolp v Konstantynówu. Prenosi FM radia so se začeli leta 1992.
Prenosi digitalne televizije so se začeli 22. julija 2008 z uporabo standarda DVB-T. Danes se iz palače prenaša vseh šest digitalnih multipleksov brezplačnih televizijskih postaj v državi. Analogni televizijski prenosi so bili ukinjeni 19. marca 2013.
Prvi program sovjetske centralne televizije, kasneje Prvi kanal Rusije, se je med 1. aprilom 1987 in 31. majem 1997 ponovno predvajal z oddajnika PKiN. Njegovo ciljno občinstvo so bili pripadniki sovjetskih oboroženih sil (kasneje ruskih oboroženih sil), nameščeni v državi do leta 1993.

## Favna
42. nadstropje palače je gnezdišče sokolov selcev. Leta 2009 so na lokaciji namestili kamere, posnetek v živo iz gnezda pa je na voljo na spletni strani Združenja za prostoživeče živali Sokół. Leta 2016 je po petletnem premoru tam gnezdil par sokolov. V natečaju uporabnikov interneta so mladi sokoli dobili imena Bazyl, Orion in Wawa. Leta 2017 so sokole zaradi vzdrževalnih del na zvoniku stavbe preselili v najvišje nadstropje nebotičnika Varšavski trgovski stolp. Po končani prenovi zvonika so se vrnili v Palačo kulture in znanosti.
V drugem kletnem nadstropju živijo mačke, za njihovo oskrbo pa je odgovorna uprava Palače kulture in znanosti. V preteklosti jih je bilo več deset, junija 2015 pa jih je bilo 11.
Od leta 2015 je na strehi Studia v Palači kulture in znanosti čebelnjak.

## Sporno
Palača kulture in znanosti je zelo kontroverzna. Zgrajena je bila na vrhuncu stalinizma, ko so bili poljski državljani deležni hudih kršitev človekovih pravic. Zato jo pogosto dojemajo kot simbol sovjetske prevlade nad Poljsko ljudsko republiko.
Porozumienie Organizacji Kombatanckich i Niepodległościowych w Krakowie, koalicija veteranskih in nacionalističnih skupin ter stranka Zakon in pravičnost so pozvale k njenemu rušenju. Leta 2009 je takratni zunanji minister Radosław Sikorski podprl rušenje palače in opozoril na stroške njenega vzdrževanja. Drugi pomembni vladni voditelji so še naprej podpirali načrte rušenja, vključno z nekdanjim premierjem Mateuszom Morawieckim.